# Valeriana gallinae
Valeriana gallinae är en kaprifolväxtart som beskrevs av F.R. Barrie. Valeriana gallinae ingår i släktet vänderötter, och familjen kaprifolväxter. Inga underarter finns listade i Catalogue of Life.